# Lista över fornlämningar i Norrköpings kommun (Konungsund)
Lista över fornlämningar i Norrköpings kommun (Konungsund) är en förteckning av ett urval av de fornlämningar som finns i Konungsund i Norrköpings kommun.
| Namn               | Lämningstyp             | Tillkomsttid | Historisk indelning      | Plats | Läge                 | ID-nr          | Bild                                 |
| ------------------ | ----------------------- | ------------ | ------------------------ | ----- | -------------------- | -------------- | ------------------------------------ |
| Konungsund 1:1     | Gravfält                |              | Konungsund, Östergötland |       | 58.579987, 16.375776 | 10044700010001 | Ladda upp en bild av detta fornminne |
| Konungsund 3:1     | Gravfält                |              | Konungsund, Östergötland |       | 58.581123, 16.384899 | 10044700030001 | Ladda upp en bild av detta fornminne |
| Konungsund 4:1     | Gravfält                |              | Konungsund, Östergötland |       | 58.579280, 16.392620 | 10044700040001 | Ladda upp en bild av detta fornminne |
| Konungsund 5:1     | Stensättning            |              | Konungsund, Östergötland |       | 58.584089, 16.394155 | 10044700050001 | Ladda upp en bild av detta fornminne |
| Konungsund 5:2     | Stensättning            |              | Konungsund, Östergötland |       | 58.584184, 16.394038 | 10044700050002 | Ladda upp en bild av detta fornminne |
| Konungsund 5:3     | Stensättning            |              | Konungsund, Östergötland |       | 58.584206, 16.394207 | 10044700050003 | Ladda upp en bild av detta fornminne |
| Konungsund 6:1     | Stensättning            |              | Konungsund, Östergötland |       | 58.581354, 16.403918 | 10044700060001 | Ladda upp en bild av detta fornminne |
| Konungsund 6:2     | Stensättning            |              | Konungsund, Östergötland |       | 58.581492, 16.403949 | 10044700060002 | Ladda upp en bild av detta fornminne |
| Konungsund 6:3     | Stensättning            |              | Konungsund, Östergötland |       | 58.581406, 16.404138 | 10044700060003 | Ladda upp en bild av detta fornminne |
| Konungsund 6:4     | Stensättning            |              | Konungsund, Östergötland |       | 58.581682, 16.404031 | 10044700060004 | Ladda upp en bild av detta fornminne |
| Konungsund 7:1     | Gravfält                |              | Konungsund, Östergötland |       | 58.577967, 16.392949 | 10044700070001 | Ladda upp en bild av detta fornminne |
| Konungsund 8:1     | Gravfält                |              | Konungsund, Östergötland |       | 58.566998, 16.404150 | 10044700080001 | Ladda upp en bild av detta fornminne |
| Konungsund 9:1     | Runristning             |              | Konungsund, Östergötland |       | 58.569936, 16.398662 | 10044700090001 | Ladda upp en bild av detta fornminne |
| Konungsund 9:2     | Runristning             |              | Konungsund, Östergötland |       | 58.569950, 16.398480 | 10044700090002 | Ladda upp en bild av detta fornminne |
| Konungsund 10:1    | Stensättning            |              | Konungsund, Östergötland |       | 58.559435, 16.415355 | 10044700100001 | Ladda upp en bild av detta fornminne |
| Konungsund 10:2    | Stensättning            |              | Konungsund, Östergötland |       | 58.558608, 16.415954 | 10044700100002 | Ladda upp en bild av detta fornminne |
| Konungsund 11:1    | Stensättning            |              | Konungsund, Östergötland |       | 58.553959, 16.407565 | 10044700110001 | Ladda upp en bild av detta fornminne |
| Konungsund 12:2    | Stensättning            |              | Konungsund, Östergötland |       | 58.555361, 16.401600 | 10044700120002 | Ladda upp en bild av detta fornminne |
| Konungsund 13:1    | Stensättning            |              | Konungsund, Östergötland |       | 58.555583, 16.397112 | 10044700130001 | Ladda upp en bild av detta fornminne |
| Konungsund 13:2    | Stensättning            |              | Konungsund, Östergötland |       | 58.555539, 16.397320 | 10044700130002 | Ladda upp en bild av detta fornminne |
| Konungsund 13:3    | Stensättning            |              | Konungsund, Östergötland |       | 58.555447, 16.397160 | 10044700130003 | Ladda upp en bild av detta fornminne |
| Konungsund 14:1    | Grav- och boplatsområde |              | Konungsund, Östergötland |       | 58.556459, 16.398061 | 10044700140001 | Ladda upp en bild av detta fornminne |
| Konungsund 16:1    | Stensättning            |              | Konungsund, Östergötland |       | 58.562071, 16.458938 | 10044700160001 | Ladda upp en bild av detta fornminne |
| Konungsund 16:2    | Stensättning            |              | Konungsund, Östergötland |       | 58.562202, 16.459372 | 10044700160002 | Ladda upp en bild av detta fornminne |
| Konungsund 17:2    | Stensättning            |              | Konungsund, Östergötland |       | 58.563432, 16.457885 | 10044700170002 | Ladda upp en bild av detta fornminne |
| Konungsund 17:3    | Stensättning            |              | Konungsund, Östergötland |       | 58.563265, 16.458784 | 10044700170003 | Ladda upp en bild av detta fornminne |
| Konungsund 18:1    | Stensättning            |              | Konungsund, Östergötland |       | 58.566167, 16.461030 | 10044700180001 | Ladda upp en bild av detta fornminne |
| Konungsund 19:1    | Röse                    |              | Konungsund, Östergötland |       | 58.566959, 16.471209 | 10044700190001 | Ladda upp en bild av detta fornminne |
| Konungsund 20:1    | Stensättning            |              | Konungsund, Östergötland |       | 58.564576, 16.474192 | 10044700200001 | Ladda upp en bild av detta fornminne |
| Konungsund 22:1    | Stensättning            |              | Konungsund, Östergötland |       | 58.567065, 16.475515 | 10044700220001 | Ladda upp en bild av detta fornminne |
| Konungsund 23:1    | Stensättning            |              | Konungsund, Östergötland |       | 58.564873, 16.478932 | 10044700230001 | Ladda upp en bild av detta fornminne |
| Konungsund 24:1    | Gravfält                |              | Konungsund, Östergötland |       | 58.568471, 16.477729 | 10044700240001 | Ladda upp en bild av detta fornminne |
| Konungsund 25:1    | Stensättning            |              | Konungsund, Östergötland |       | 58.571441, 16.472566 | 10044700250001 | Ladda upp en bild av detta fornminne |
| Konungsund 25:2    | Stensättning            |              | Konungsund, Östergötland |       | 58.571290, 16.473112 | 10044700250002 | Ladda upp en bild av detta fornminne |
| Konungsund 26:1    | Stensättning            |              | Konungsund, Östergötland |       | 58.571989, 16.465245 | 10044700260001 | Ladda upp en bild av detta fornminne |
| Konungsund 29:1    | Stensättning            |              | Konungsund, Östergötland |       | 58.571354, 16.448713 | 10044700290001 | Ladda upp en bild av detta fornminne |
| Konungsund 29:2    | Stensättning            |              | Konungsund, Östergötland |       | 58.571171, 16.448970 | 10044700290002 | Ladda upp en bild av detta fornminne |
| Konungsund 29:3    | Stensättning            |              | Konungsund, Östergötland |       | 58.570958, 16.449223 | 10044700290003 | Ladda upp en bild av detta fornminne |
| Konungsund 32:1    | Stensättning            |              | Konungsund, Östergötland |       | 58.567647, 16.448321 | 10044700320001 | Ladda upp en bild av detta fornminne |
| Konungsund 32:3    | Stensättning            |              | Konungsund, Östergötland |       | 58.567749, 16.448025 | 10044700320003 | Ladda upp en bild av detta fornminne |
| Konungsund 33:1    | Stensättning            |              | Konungsund, Östergötland |       | 58.570014, 16.448902 | 10044700330001 | Ladda upp en bild av detta fornminne |
| Konungsund 33:2    | Stensättning            |              | Konungsund, Östergötland |       | 58.570302, 16.448720 | 10044700330002 | Ladda upp en bild av detta fornminne |
| Konungsund 33:3    | Stensättning            |              | Konungsund, Östergötland |       | 58.570418, 16.448389 | 10044700330003 | Ladda upp en bild av detta fornminne |
| Konungsund 34:1    | Stensättning            |              | Konungsund, Östergötland |       | 58.569356, 16.441617 | 10044700340001 | Ladda upp en bild av detta fornminne |
| Konungsund 34:2    | Stensättning            |              | Konungsund, Östergötland |       | 58.569680, 16.441752 | 10044700340002 | Ladda upp en bild av detta fornminne |
| Konungsund 34:4    | Stensättning            |              | Konungsund, Östergötland |       | 58.569426, 16.441358 | 10044700340004 | Ladda upp en bild av detta fornminne |
| Konungsund 34:5    | Stensättning            |              | Konungsund, Östergötland |       | 58.570044, 16.441465 | 10044700340005 | Ladda upp en bild av detta fornminne |
| Konungsund 35:1    | Gravfält                |              | Konungsund, Östergötland |       | 58.571867, 16.439809 | 10044700350001 | Ladda upp en bild av detta fornminne |
| Konungsund 36:1    | Gravfält                |              | Konungsund, Östergötland |       | 58.569735, 16.437743 | 10044700360001 | Ladda upp en bild av detta fornminne |
| Konungsund 38:1    | Stensättning            |              | Konungsund, Östergötland |       | 58.559437, 16.427117 | 10044700380001 | Ladda upp en bild av detta fornminne |
| Konungsund 39:1    | Stensättning            |              | Konungsund, Östergötland |       | 58.584506, 16.423624 | 10044700390001 | Ladda upp en bild av detta fornminne |
| Konungsund 41:1    | Gravfält                |              | Konungsund, Östergötland |       | 58.579490, 16.429685 | 10044700410001 | Ladda upp en bild av detta fornminne |
| Konungsund 41:2    | Begravningsplats        |              | Konungsund, Östergötland |       | 58.579301, 16.430041 | 10044700410002 | Ladda upp en bild av detta fornminne |
| Konungsund 42:1    | Stensättning            |              | Konungsund, Östergötland |       | 58.577520, 16.408580 | 10044700420001 | Ladda upp en bild av detta fornminne |
| Konungsund 43:1    | Stensättning            |              | Konungsund, Östergötland |       | 58.577742, 16.425079 | 10044700430001 | Ladda upp en bild av detta fornminne |
| Konungsund 44:1    | Gravfält                |              | Konungsund, Östergötland |       | 58.571656, 16.425283 | 10044700440001 | Ladda upp en bild av detta fornminne |
| Konungsund 45:1    | Begravningsplats        |              | Konungsund, Östergötland |       | 58.576131, 16.411661 | 10044700450001 | Ladda upp en bild av detta fornminne |
| Konungsund 46:1    | Stensättning            |              | Konungsund, Östergötland |       | 58.562164, 16.457251 | 10044700460001 | Ladda upp en bild av detta fornminne |
| Konungsund 51:2    | Stensättning            |              | Konungsund, Östergötland |       | 58.568409, 16.404334 | 10044700510002 | Ladda upp en bild av detta fornminne |
| Konungsund 51:3    | Stensättning            |              | Konungsund, Östergötland |       | 58.568478, 16.404170 | 10044700510003 | Ladda upp en bild av detta fornminne |
| Konungsund 52:1    | Stensättning            |              | Konungsund, Östergötland |       | 58.568786, 16.410543 | 10044700520001 | Ladda upp en bild av detta fornminne |
| Konungsund 61:1    | Stensättning            |              | Konungsund, Östergötland |       | 58.561348, 16.407787 | 10044700610001 | Ladda upp en bild av detta fornminne |
| Konungsund 65:1    | Stensättning            |              | Konungsund, Östergötland |       | 58.569274, 16.416290 | 10044700650001 | Ladda upp en bild av detta fornminne |
| Konungsund 71:1    | Stensättning            |              | Konungsund, Östergötland |       | 58.582931, 16.397534 | 10044700710001 | Ladda upp en bild av detta fornminne |
| Konungsund 75:1    | Stensättning            |              | Konungsund, Östergötland |       | 58.571990, 16.447436 | 10044700750001 | Ladda upp en bild av detta fornminne |
| Konungsund 75:2    | Stensättning            |              | Konungsund, Östergötland |       | 58.571776, 16.448122 | 10044700750002 | Ladda upp en bild av detta fornminne |
| Konungsund 79:1    | Gravfält                |              | Konungsund, Östergötland |       | 58.561538, 16.452620 | 10044700790001 | Ladda upp en bild av detta fornminne |
| Konungsund 81:1    | Stensättning            |              | Konungsund, Östergötland |       | 58.564801, 16.463873 | 10044700810001 | Ladda upp en bild av detta fornminne |
| Konungsund 81:2    | Stensättning            |              | Konungsund, Östergötland |       | 58.564885, 16.463710 | 10044700810002 | Ladda upp en bild av detta fornminne |
| Konungsund 82:1    | Hällristning            |              | Konungsund, Östergötland |       | 58.564773, 16.461014 | 10044700820001 | Ladda upp en bild av detta fornminne |
| Konungsund 84:1    | Stensättning            |              | Konungsund, Östergötland |       | 58.570484, 16.467068 | 10044700840001 | Ladda upp en bild av detta fornminne |
| Konungsund 85:1    | Hällristning            |              | Konungsund, Östergötland |       | 58.553679, 16.414286 | 10044700850001 | Ladda upp en bild av detta fornminne |
| Konungsund 86:1    | Stensättning            |              | Konungsund, Östergötland |       | 58.561737, 16.462064 | 10044700860001 | Ladda upp en bild av detta fornminne |
| Kuddby 46:1        | Gravfält                |              | Konungsund, Östergötland |       | 58.564597, 16.476382 | 10045000460001 | Ladda upp en bild av detta fornminne |
| Östra Stenby 188:1 | Stensättning            |              | Konungsund, Östergötland |       | 58.578286, 16.449365 | 10055601880001 | Ladda upp en bild av detta fornminne |
| Östra Stenby 188:2 | Stensättning            |              | Konungsund, Östergötland |       | 58.578372, 16.449270 | 10055601880002 | Ladda upp en bild av detta fornminne |